# Premis València
Els Premis València, també coneguts com a Premis Magnànim per ser convocats per la Institució Alfons el Magnànim, són uns premis de narrativa, poesia i assaig en valencià i castellà. Des de 2016, també es convoquen els Premis València Nova, per a escriptors menors de trenta-un anys que a partir de 2019 s'han ampliat per incloure escriptors de fins a 35 anys.

## Narrativa en valencià
(Les obres guanyadores del segle XXI han estat editades per Bromera Edicions en la seua col·lecció "l'Eclèctica". Durant els primers anys d'aquesta nova etapa els premis s'hi convocaren cada dos anys).
- 2001. Obra: L'avió del migdia. Autor: Francesc Bayarri. Jurat format per Josep Gregori, Manuel Lloris, Enrique Cerdán Tato, Carmen Morenilla i Enric Sòria. Posteriorment, Bromera Edicions decidí l'edició de l'obra finalista: Les ales de Mercuri del narrador Mariano Casas.[5]
- 2003. Obra: Secrets inconfessables. Autora: Àngels Moreno. Jurat format per Francesc Bayarri, Joan Alfons Gil Albors, Josep Gregori, Josep Palomero i Jesús Peris.
- 2005. Obra: Havanera. Autor: Francesc Bodí.
- 2007. Obra: De tot cor. Autor: Andreu Martín.
- 2009. Obra: Escacs de mort. Autor: Eduard Mira. Jurat format per Artur Ahuir, Àngel Calpe, Joan Carles Girbés, Lluís Racionero i José Enrique Ruiz Doménech.
- 2011. Obra: El quadern de les vides perdudes. Autor: Silvestre Vilaplana. Jurat format per Artur Ahuir, Teresa Broseta, Àngel Calpe, Joan Carles Girbés i Carme Miquel. Presidenta del jurat, la diputada de Cultura, María Jesús Puchalt (PP).
- 2013. Obra: La melodia del desig. Autor: Ferran Garcia-Oliver. Jurat format per Artur Ahuir, Teresa Broseta, Àngel Calpe, Josep Gregori, Anna Moner. Presidenta del jurat, la diputada de Cultura, María Jesús Puchalt (PP).
- 2014. Obra: El retorn de l'hongarès. Autora: Anna Moner. Jurat format per Àngel Calpe, Soledat Carreño, Josep Gregori, Jesús Huguet i Bernat Montagut. Presidenta del jurat, la diputada de Cultura, María Jesús Puchalt (PP),
- 2015. Obra: Les veus i la boira. Autor: Vicent Usó, Jurat format per Àngel Calpe, Josep Gregori, Jesús Huguet, Anna Moner i Bernat Montagut. Presidenta del jurat, la diputada de Cultura, María Jesús Puchalt (PP),
- 2016. Obra: El dia de demà. Autora; Teresa Broseta. Jurat format per Gonçal López-Pampló, Carme Manuel, Pere Antoni Pons i Raquel Ricart. President: el diputat de Cultura, Xavier Rius i Torres (Compromís).[6]
- 2017. Obra: El mal que m'habita. Autor: Pasqual Alapont.[7]
- 2018. Obra: Heidi, Lenin i altres amics. Autor: Joanjo Garcia.[8][9]
- 2019. Obra: Pedres que han de ser remogudes. Autor: Jovi Lozano-Seser.[10]
- 2020. Obra: Somnis de Valparaíso. Autor: Jaume Benavente.[11]
- 2021 Obra: Els dies bons. Autora: Aina Fullana Llull[12]
- 2022 Obra: Pavana per a un infant difunt. Autor: Vicent Enric Belda[13]
- 2023 Obra: Si tenim vida i salut Autor:Josep Franco Martínez[14]
- 2024 Obra: Anatomia patològica. Autor: Vicent Borràs[15]
- 2025 Obra: Longyearbyen. Autora: Mònica Richart[16]

## València Nova de narrativa en valencià
- 2016 desert[17]
- 2017 desert[18]
- 2018 Obra: Violeta i el llop. Autora: Mònica Richart[9]
- 2019 desert[18]
- 2020 Obra: La taxidermista d'emocions. Autora: Mariló Àlvarez Sanchis[11]
- 2021 desert[12]
- 2022 desert[13]
- 2023 Obra: Absències. Autora: Irene Klein Fariza[14]
- 2024 Obra: Morgata. Autor: Isidre Palmada[15]
- 2025 Obra: Esprémer el temps. Autora: Maria Mitjans[16]

## Narrativa en castellà
Les obres guanyadores dels primers anys foren editades per Bromera Edicions,
- 1998. Obra: El Alcázar de las sombras. ¿Quien mató a Velázquez? Autor: Bernat Montagut. Jurat format per Andrés Amorós, Ricardo Bellveser, Antonio Hernández, Antonio Lis i Pedro J. de la Peña. Secretària: Marta Conesa.
- 1999
- 2000. Obra: El ojo hambriento. Autor: Fernando Arias.
- 2001.
- 2002. Obra: Las desventuras de un escritor de provincias. Autor: Vicente Muñoz Puelles. Jurat format per Ángel Basanta, Josep Félix Escudero, Raúl Guerra Garrido, Luis Mateo Díez i Mario Muchnik.
- 2003.
- 2004.
- 2005. Obra:
- 2006. Obra: Entreactos. Autora: Eva Monzón. Jurat format per Ángel Basanta, Miguel Catalán, Juan Manuel González, Gregorio Morales i Andrés Sorel.
- 2007. Obra:
- 2008. Obra: Balada de perros muertos. Autor: Gregorio León. Jurat format per Ángel Basanta, Gregorio Morales, Fernando de Villena, Antonio Garrido i José Luis Torres. Presidenta del tribunal: Carlota Navarro, diputada provincial de Cultura (PP). Ediciones Nowtilus, Madrid.
- 2009. Obra:
- 2010. Obra. A cubierto. Autor: David Hernández de la Fuente. Jurat format per César Gavela, Miguel Herráez, Francisco Morales, José Vicente Peiró i José Luis Torres. Presidenta del tribunal: María Jesús Puchalt, diputada provincial de Cultura (PP). Ediciones Nowtilus, Madrid.
- 2011. Obra:
- 2012. Obra: Albatros. Autor: José Luis Navarro Vitolas. Jurat format per Carlos Andrade, Carlos Aganzo, José Vicente Peiró, César Gavela. Presidència: Francisco Morales Lomas.
- 2013. Obra: Lo que hay en el fondo. Autor: Lluís Oliván Silbat. Jurat format per Mar Busquets, Antonio Hernández, Francisco Morales Lomas, José Vicente Peiró i Fernando Varela.
- 2014. Obra: El jardín de las delicias. Autor: Raúl González Nava. Jurat format per Carlos Andrade, Carmen Amoraga, Josep Torrent, Carmen Botello y Blas Parra.
- 2015. Obra: Mi otra madre. Autor: Vicente Marco. Jurat format per Carlos Andrade, Blas Parra, Carmen Botello, María Luisa Viejo i Javier Satorre.
- 2016. Obra: Isla de lobos. Autor: José Vicente Pascual. Jurat format per Victor del Árbol, Rosa Ribas, Carmen Amoraga i Eva Olaya. Amb la presidència del diputat Xavier Rius (Compromís).
- 2017. Obra: Como el bosque en la noche. Autor: Álvaro Bermejo Marco.[7]
- 2018 desert[9]
- 2019. Obra: El mañana sin mí. Autor: Emili Bayo i Juan[19]
- 2020. Obra: Ochocientas rayas de tiza. Autor Antonio Tocornal.[11]
- 2021 desert[12]
- 2022 Obra: La piel muda. Autor: Francisco López Serrano[13]
- 2023 Obra: Tan tonta. Autor: Carlos Catena Cózar Serrano[14]
- 2024 desert[15]
- 2025 Obra: La angustia y el deseo. Autor: Abraham Guerrero[16]

## Narrativa en castellà València Nova
- 2016 desert[17]
- 2018 desert[9]
- 2019 Obra: La tortuga que huía del jaguar. Autora: Marta Quintín Maza[18]
- 2020 Obra: Seattle. Autora: Victoria Bernardo García[11]
- 2021 Obra: Tres lunas llenas. Autora: Irene Rodrigo Martínez[12]
- 2022 Obra: La sospecha eterna. Autor: Pablo Alaña[13]
- 2023 desert[14]
- 2024 desert[15]
- 2025 Obra: Anatomía de los isópodos. Autora: Sara Navarro[16]

## Poesia en valencià
Les obres guanyadores del segle XXI han estat editades per Bromera Edicions, llevat de la guanyadora de l'any 2004, publicada per la IAM. Des de l'edició del 2016 s'inclou una modalitat nova: poesia jove.
- 2002. Obra: Encara una olor. Autor: Joan Elies Adell Pitarch
- 2003. Obra: Pessoanes. Autor: Ponç Pons. Jurat format per Joan Elies Adell, Artur Ahuir, Carles Duarte i Montserrat, Santiago Fortuño i Pere Maria Orts.
- 2004. Obra: Carrer Túria. Autor: Josep Vicent Miralles
- 2005. Obra: La veritat cansa. Autor: Xulio Ricardo Trigo
- 2006. Obra: Jocs de llum. Autora: Lola Andrés
- 2007. Obra: Diari d'un setembrista. Autor: Jordi Llavina. Jurat format per Josep Ballester, Carles Duarte i Montserrat, Josep Antoni Fluixà, Santiago Fortuño i Josep Palomero.
- 2008. Obra: L'esfinx. Autor: Antoni Prats. Jurat format per Josep Ballester, Carles Duarte i Montserrat, Josep Antoni Fluixà, Alicia Palazón i Josep Palomero.
- 2009. Obra: Crònica de Calàbria. Autor: Iban León Llop
- 2010. Obra: New York, Nabokov & Bicicletes. Autora: Àngels Gregori. Jurat format per Artur Ahuir, Josep Ballester, Juli Capilla, Carles Duarte i Montserrat i Jesús Huguet.
- 2011. Obra: La flor invisible. Autora: Dolors Miquel. Jurat format per Josep Ballester, Àngels Capilla, Carles Duarte i Montserrat, Alicia Palazón i Begonya Pozo.
- 2012. Obra: Arqueologia. Autor: Enric Sòria
- 2013. Obra: El temps trobat. Autor: Josep Piera. Jurat format per Carles Duarte i Montserrat, M. Soledat Gonzàlez, Àngels Gregori, Jesús Huguet i Aurora Valero.
- 2014. Obra: Els mots ferits. Autor: Salvador Ortells Miralles. Jurat format per Carles Duarte i Montserrat, Josep Antoni Fluixà, Gaspar Jaén, Antoni Martínez i Josep Piera.
- 2015. Obra: Rastres de l'escapista. Autor: Joan Carles González Pujalte. Jurat format per Gaspar Jaén, Antoni Martínez Revert, Carles Duarte i Montserrat, Josep Antoni Fluixà i Josep Piera.
- 2016. Obra: Tavernàries. Autor: Manel Marí. Jurat format per Vicent Berenguer, Josep Antoni Fluixà, Josep Porcar i Begonya Pozo.
- 2017. Obra: Iconòstasi. Autor: Josep Maria Balbastre Vila[7]
- 2018. Obra: Shakespeare i el desig. Autor: Jordi Julià[9]
- 2019. Obra: Fugaç. Autor: Ramon Guillem Alapont[18]
- 2020. Obra: Adonisíada i després. Autor: Ismael Carretero Ruiz[11]
- 2021. Obra: Entre dues clarors. Autor: Joan Mahiques Climent[12]
- 2022. Obra: L'illa de Henderson. Autor: Albert Garcia Elena[13]
- 2023. Obra: Contracció. Autora: Raquel Casas Agustí[14]
- 2024. Obra: Venien i se m'enduien. Autor: Ismael J. Sempere[15]
- 2025. Obra: Un bell cadàver barroc a l’avinguda deserta. Autor: Alfons Navarret[16]

## València Nova de poesia en valencià
- 2016 Obra: Abstraccions i certeses. Autor: Bruna Generoso[6]
- 2017 Obra:Blanc breu. Autor: Mari Carmen Rafecas.[7]
- 2018 desert[9]
- 2019 Obra:El cor heretge. Autor: Aina Garcia Carbó.[18]
- 2020 Obra: Rondalles i altres veritats Autor: Laia Fontana[11]
- 2021 desert[12]
- 2022 Obra: Mise en abyme. Autor: Tatiana Hidalgo-Marí[13]
- 2023 Obra: Getabako. Autora: Esther Climent Gosp[14]
- 2024 Obra: Nimfeu. Autor: Andreu Blai[15]
- 2025 Obra: El deute de l’aigua. Autor: Joaquim Cano[16]

## Poesia en castellà

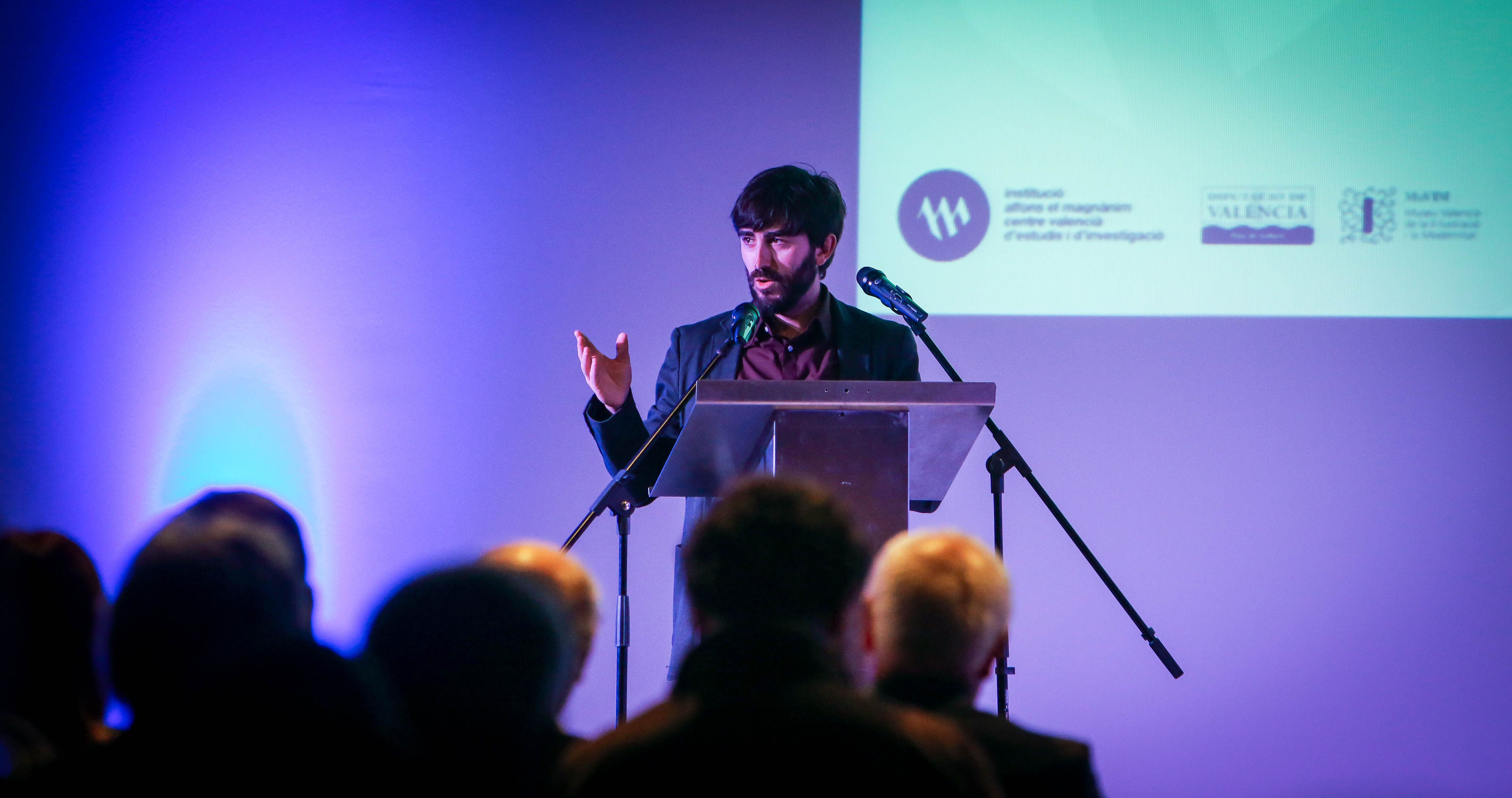
Constantino Molia rep el guardó de 2016.

(Les obres guanyadores de principis del segle XXI han estat editades per l'editorial Hiperión fins a l'any...)
- 2001. Obra: Tu lumbre ajena. Autora: María Sanz. Jurat format per Ricardo Bellveser, Guillermo Carnero, Antonio Hernández, Jon Juaristi i Gonzalo Santonja. Presidit pel diputat provincial Enrique Crespo Calatrava (PP).
- 2002. Obra: Los iconos perfectos. Autor: Pedro J. de la Peña. Jurat format per Guillermo Carnero, Francisco Castaño, Antonio Hernández, Jon Juaristi i Jesús Munárriz. Presidit pel diputat provincial Antonio Lis Darder (PP).
- 2003. Obra: Todo parece indicar. Autor: Jordi Villaronga. Jurat format per Félix Grande, Antonio Hernández, Juan Mollá, Jesús Munárriz i Pedro J. de la Peña. Presidència: el diputat provincial de Cultura, Vicente Ferrer (PP).
- 2004. Obra: Algunas maneras de olvidar a Gengis Khan. Autor: Carlos Zanón. Jurat format per Félix Grande, Antonio Hernández, Jesús Munárriz, Pedro J. de la Peña i Jordi Villaronga. Presidència: el diputat provincial de Cultura, Vicente Ferrer (PP).
- 2005. Obra: Cumbre del mar. Autor: José Fernández de la Sota. Jurat format per Félix Grande, Antonio Hernández, Clara Janés, Jesús Munárriz i Gonzalo Santonja. Presidència: el diputat provincial de Cultura, Vicente Ferrer (PP).
- 2006. Obra: Aldea. Autor: Juan Vicente Piqueras. Jurat format per Antonio Enrique, Antonio Hernández, Jesús Munárriz i Antonio Porpetta. Presidència: el diputat provincial de Cultura, Vicente Ferrer (PP).
- 2007. Obra: Nanas para dormir desperdicios. Autora: Francisca Aguirre.
- 2008. Obra: Zapatos de cristal. Autora: Ana Isabel Conejo. Jurat format per Ignacio Caparrós, Antonio Hernández, Jesús Munárriz, Antonio Porpetta i Gonzalo Santonja. Presidència: la diputada provincial de Cultura, Carlota Navarro (PP).
- 2009. Obra: El rostro de la niebla. Autor: José María Muñoz Quirós. Jurat format per Antonio Hernández, Jesús Munárriz, Antonio Porpetta, Gonzalo Santonja i Jaime Siles. Presidenta del jurat, la diputada de Cultura, María Jesús Puchalt (PP).
- 2010. Obra: Anaqueles sin dueño. Autor: Pedro A. González Moreno. urat format per Ignacio Elguero, Antonio Hernández, Jesús Munárriz, Antonio Porpetta i Gonzalo Santonja. Presidenta del jurat, la diputada de Cultura, María Jesús Puchalt (PP).
- 2011. Obra: Tempero. Autor: Fermín Herrero. Jurat format per Ignacio Elguero, Antonio Hernández, Jesús Munárriz, Antonio Porpetta i Gonzalo Santonja. Presidenta del jurat, la diputada de Cultura, María Jesús Puchalt (PP).
- 2012. Obra: Peces transparentes. Autor: Julia Conejo Alonso. Jurat format per Ignacio Elguero, Antonio Hernández, Jesús Munárriz, Antonio Porpetta i Gonzalo Santonja. Secretària del jurat: Marta Conesa Llansola. Presidenta del jurat, la diputada de Cultura, María Jesús Puchalt (PP).
- 2013. Obra: Desde un granero rojo. Autor: Víctor Rodríguez Núñez. Jurat format per Xelo Candel, Teresa Espasa, Jesús Munárriz, Antonio Porpetta i Gonzalo Santonja. Presidenta del jurat, la diputada de Cultura, María Jesús Puchalt (PP).
- 2014.
- 2015. Obra: Volverse sombra. Autor: Darío Frías Paredes. Jurat format per Pedro G. Cueto, Jesús Munárriz, Antonio Porpetta, Gonzalo Santonja i Vicente Ribes. Presidenta del jurat, la diputada de Cultura, María Jesús Puchalt (PP).
- 2016. Obra: Silbando un eco extraño. Autor: Constantino Molina. Jurat format per Amalia Bautista, Carlos Marzal, Jesús Munàrriz i Jaime SIles.
- 2017. Obra: Lo que tu nombre tiene de aventura. Autor: David Hernández Sevillano.[7]
- 2018 Obra: Enveses Autor: Javier Velaza[9]
- 2019 Obra: El jarrón roto Autor: José Ángel García Caballero[18]
- 2020. Obra: Teoría de la Justicia. Autor: Francisco José Chamorro Comisón[11]
- 2021 Obra: Aprehender el ahora Autor: Francisco Caro Sierra[12]
- 2022 Obra: Vida salvaje. Autor: Juan Ramón Santos[13]
- 2023 Obra: De lo que fue no siendo. Autor: Francisco Miguel López Serrano[14]
- 2024 Obra: Batman ha dejado de quererte. Autor: Alberto Torres[20]
- 2025 Obra: El día que dejamos de ver porno. Autora: Carolina Otero[16]

## València Nova de poesia en castellà
- 2016 Obra: El hilo del invierno. Autora: Raquel Vázquez[6]
- 2017 Obra: Molly House. Autor: Dymitro Perychyslyy[7]
- 2018 Obra: La teoría de los autómatas. Autora: Estefanía Cabello[9]
- 2019 Obra: La mala conciencia. Autor: Mario Vega Nogal[18]
- 2020 Obra: Ulises X. Autor: Alberto Javier Guirao Alcón
- 2021 Obra: Jirafas en el zoológico de Atlanta. Autor: Álvaro Carbonell Cerdà[12]
- 2022 Obra: Los trabajos sin Hércules. Autora: Mayte Gómez Molina[13]
- 2023 Obra: Carrera de relevos. Autor: Demetrio Fernández Muñoz[14]
- 2024 Obra: Salón de los rechazados. Autor: Giuseppe Turiello[20]
- 2025 Obra. Hambre en Manhattan. Autora: Alba María Frías[16]

## Assaig
Aquesta nova modalitat s'encetà l'any 2016, i les obres guanyadores seran publicades per la IAM. El jurat estarà format pels quatre directors dels Institut de la IAM.
- 2016. Obra: Poesia i identitat. Lírica contemporània i formes de despersonalització. Autor: Jordi Julià. Jurat format per Antonio Ariño, Ismael Saz, Vicent Martínez i Anacleto Ferrer.
- 2017. Obra: Plaer de la carn. Sexe i temperament a la cultura medieval. Autor: Albert Toldrà.[7]
- 2018 Vers la nova salut: Sinergies per a una sanitat millor d'Antoni Corominas[9]
- 2019 El resto visible de Jorge Fernández Gonzalo[18]
- 2020. Obra: Enric Valor, Memòries. Autor: Joan Borja Sanz.[11]
- 2021 El manicomi de Jesús. Bogeria i salut mental a València a final del mil·lenni de Cándido Polo Griñán[12]
- 2022 De festa a patrimoni. La patrimonialització de les festes de la Mare de Déu de la Salut (1959- 2020) de Toni Bellón Climent.[13]
- 2023 Desinformación y poder, de Raúl Rodríguez-Ferrándiz[21]
- 2024 Pràctiques artístiques col·laboratives i protesta ciutadana. València 1991-2015, de Bàrbara Martínez[15]
- 2025 La modernitat frustrada, de Carles Fenollosa[16]

## València nova d'assaig
- 2016 desert
- 2017  Excluidos y transparentados: del panóptico a la pantalla digital de Javier Cigüela Sola[7]
- 2018 desert[9]
- 2019 El bosque espejo literario del hombre de Marcos Yáñez Velasco[18]
- 2020 Vós i jo entre els antics de Miriam Ruiz Ruano
- 2021 desert[12]
- 2022 Víctor Iranzo, poeta de la Renaixença (1850-1890), de Carles Fenollosa[13]
- 2023 Dels faristols als podcats, de Teresa Ciges Barberán[21]
- 2024 Los conversos de València y la religión antes de la Inquisición (1391-1450), de Guillermo López Juan[15]
- 2025 Scriptura restituta, d’Alaitz Zalbidea[16]

## Novel·la negra en castellà
La història d'aquestes edicions de novel·la negra en castellà han tingut una vida molt curta. Fou impulsada la creació per la diputada de Cultura, María Jesús Puchalt, gran aficionada del gènere. Únicament s'hi celebraren tres convocatòries. L'edició dels llibres fou de Lengua de Trapo.
- 2013. Obra: Vertedero. Autor: Manuel Barea. Jurat format per Francisco Camarasa, Mariano Sánchez, Soler, Fernando Varela, Marina López i Teresa Solana. Presidit per la diputada de Cultura, María Jesús Puchalt (PP).
- 2014. Obra: Tus magníficos ojos vengativos cuando todo ha pasado. Autor: Juan Ramón Biedma. Jurat format per Francisco Camarasa, Fernando Varela, Jordi Llobregat, Ramón Palomar i David Burguera. Presidit per la diputada de Cultura, María Jesús Puchalt (PP).
- 2015. Obra: Nunca te fíes de un policía que suda. Autor: Antonio Gómez Rufo. Jurat format per Francisco Camarasa, Jordi Llobregat, Josep Torrent, Lluís Fernández i Fernando Varela. Presidència: María Jesús Puchalt (PP).

## Novel·la gràfica
El premi València de novel·la gràfica s'hi va incorporar el 2018.
- 2018 Dues monedes de Núria Tamarit[9]
- 2019 La era de acuario de Jordi Peidro Torres[18]
- 2020 Temporada de Melocotones d'Ángel Abellán Victorio i Alba Maria Flores[11]
- 2021 Un so al Marroc de Lluc Silvestre Gili[12]
- 2022 Rotunda de Candela Sierra[13]
- 2023 L’anell de la serp d’Anna-Lina Mattar[14]
- 2024 desert[15]
- 2025 Que bèstia! L’extraordinària història del circ Cric, de Berta Cuso[16]